# Daur Aršba
Daur Aršba (abchazsky Даур Аршба, rusky Даур Джумкович Аршба; * 28. března 1962 Tkvarčeli) je abchazský politik. Od roku 2016 byl ředitelem prezidentské kanceláře Chadžimbovy administrativy a v září 2018 působil krátce jako zastupující premiér Abcházie po tragickém úmrtí Gennadije Gaguliji. Téměř dva roky působil ve funkci prvního místopředsedy abchazské vlády. Dále je předsedou politické strany Fórum pro Jednotnou Abcházii.

## Biografie
Aršba se narodil v roce 1962 ve východoabchazském městě Tkvarčeli, kde do roku 1979 studoval na místní základní a střední škole. V letech 1979 až 1984 studoval na fakultě dějin a práva na Abchazské státní univerzitě.
Po dokončení vzdělání pracoval v školním roce 1984 - 1985 jako učitel na základní škole v obci První Bedia, poté sloužil dva roky na vojně. V roce 1991 se stal na rok ředitelem abchazského státního muzea v Tkvarčalu. Po vypuknutí války v Abcházii sloužil v tkvarčalském regimentu na válečné frontě jako komisař. Po skončení bojů a během poválečné obnovy byl do roku 1995 ředitelem tkvarčalského podniku na výrobu součástek pro radiové vysílače.

### Počátky v politice
Daur Aršba se v roce 1996 přesunul do hlavního města, kde nastoupil na ministerstvo zahraničí republiky Abcházie jako vedoucí odboru mezinárodních vztahů. Od 1. února 1997 se přesunul na post prvního náměstka ministra zahraničí republiky Abcházie.
31. května 2003 byl Aršba jmenován prezidentem Vladislavem Ardzinbou předsedou okresu Tkvarčeli poté, když Valerij Charčilava 27. března oznámil svůj záměr rezignovat. V této pozici Aršba působil do roku 2005, než ho z funkce odvolal nový prezident Sergej Bagapš.

### Předseda strany a poslanec
Dne 8. února 2005 byla založena nová politická organizace Fórum pro Jednotnou Abcházii (FpJA), sdružující celkem dvanáct opozičních organizací. U jejího zrodu byl i Daur Aršba. Strana následně podporovala Raula Chadžimbu během prezidentských voleb v Abcházii. Jakmile se FpJA proměnila ve společensko-politické hnutí ke dni 10. října 2005, byl Aršba zvolen jedním ze tří spolupředsedů. 6. března 2008 se FpJA transformovala v plnohodnotnou politickou stranu, v níž Aršba pokračoval ve funkci spolupředsedy.
Aršba v roce 2007 kandidoval do voleb do Abchazského lidového shromáždění a ve svém obvodu Tkvarčeli porazil v prvním kole svého protikandidáta Ilju Gamisoniju, který obhajoval mandát. Poslancem byl po celé pětileté funkční období. V následujících parlamentních volbách Aršba kandidoval v obvodu Beslachuba a v prvním kole zvítězil se ziskem 35,77 % hlasů proti dvěma dalším kandidátům. Ve druhém kole ho však porazil Jurij Zuchba, a tak Aršba jako poslanec skončil.
O rok později se však naskytla šance na návrat do parlamentní lavice, když došlo k vypsání mimořádných voleb do suchumského prvního volebního obvodu, neboť se poslanec Beslan Ešba přesunul na pozici místopředsedy vlády prezidenta Ankvaba. Aršbu navrhla iniciativní skupina a porazil pět dalších kandidátů v prvním kole, které se konalo 29. června 2016. Ve druhém kole 13. července porazil bývalou místopředsedkyni Abchazského lidového shromáždění Irinu Agrbovou a stal se počínaje 19. červencem opět poslancem.
Dne 12. května 2010 přijala FpJA usnesení o redukci počtu předsedů na jediného. Předsedou byl zvolen Raul Chadžimba a Aršba se stal jedním ze dvou místopředsedů.
12. listopadu 2014 byl Aršba jednomyslně zvolen místopředsedou Abchazského lidového shromáždění.
31. března 2015 se Aršba stal předsedou FpJA, aby nahradil Raula Chadžimbu, který se stal prezidentem země.

### Ve vládě Raula Chadžimby
Poté, když byl Beslan Barcic jmenován novým premiérem země, nastoupil 10. října 2016 na pozici ředitele prezidentské kanceláře místo něj právě Daur Aršba. Na této pozici působil rok a půl, než se na ní 25. dubna 2018 vrátil zpět Beslan Barcic. Už den předtím byl ale Aršba jmenován místo Barcice prvním místopředsedou nedávno obměněné vlády.
Po tragické smrti premiéra Gennadije Gaguliji byl ve dnech 9. až 18. září 2018 pověřen prezidentem Chadžimbou výkonem premiérských pravomocí, než byl jako jeho nástupce vybrán Valerij Bganba.
V pozici prvního místopředsedy vlády setrval i po Chadžimbově znovuzvolení a inauguraci v říjnu 2019. To však bylo opozicí u Nejvyššího soudu zpochybněno, jenž 10. ledna nařídil volby nové. S tímto rozhodnutím soudu Chadžimbův aparát nesouhlasil a o den později se sešel v budově státní filharmonie, neboť vládní budovy obsadil a vyraboval protestující dav opozice. Schůzi předsedal právě Aršba. Před ní i během ní zaznělo, že rozhodnutí soudu považuje vláda i prezident za nelegitimní, tendenční a přijaté pod nátlakem opozice, jež obklíčila budovu soudu. Aršba v rozhovoru s novináři potvrdil, že prezidentův aparát připravuje odvolání. Dalšího dne se však Chadžimba rozhodl rezignovat a spolu s ním padla celá vláda. Aršba opustil post prvního místopředsedy vlády po své rezignaci 20. ledna.